# Damernas dubbelsculler i rodd vid olympiska sommarspelen 2008
Damernas dubbelsculler i rodd vid olympiska sommarspelen 2008 avgjordes mellan den 9 och 17 augusti 2008.

## Medaljörer
| Gren          | Guld                                                      | Silver                                      | Brons                                   |
| Dubbelsculler | Georgina Evers-Swindell och Caroline Evers-Swindell (NZL) | Annekatrin Thiele och Christiane Huth (GER) | Elise Laverick och Anna Bebington (GBR) |

## Resultat

### Heat

#### Heat 1
| Placering | Roddare                                          | Land        | Tid     | Noteringar |
| --------- | ------------------------------------------------ | ----------- | ------- | ---------- |
| 1         | Georgina Evers-Swindell, Caroline Evers-Swindell | Nya Zeeland | 7:03,92 | FA         |
| 2         | Annekatrin Thiele, Christiane Huth               | Tyskland    | 7:09,06 | R          |
| 3         | Megan Kalmoe, Ellen Tomek                        | USA         | 7:11,17 | R          |
| 4         | Ionelia Neacsu, Roxana Gabriela Cogianu          | Rumänien    | 7:12,17 | R          |
| 5         | Kateryna Tarasenko, Jana Dementieva              | Ukraina     | 7:25,03 | R          |

#### Heat 2
| Placering | Roddare                                | Land           | Tid     | Noteringar |
| --------- | -------------------------------------- | -------------- | ------- | ---------- |
| 1         | Li Qin, Tian Liang                     | Kina           | 7:03,13 | FA         |
| 2         | Jitka Antošová, Gabriela Vařeková      | Tjeckien       | 7:04,23 | R          |
| 3         | Elise Laverick, Anna Bebington         | Storbritannien | 7:08,65 | R          |
| 4         | Catriona Sens, Sonia Mills             | Australien     | 7:13,25 | R          |
| 5         | Laura Schiavone, Elisabetta Sancassani | Italien        | 7:30,25 | R          |

### Återkval

#### Återkval 1
| Placering | Roddare                                 | Land           | Tid     | Noteringar |
| --------- | --------------------------------------- | -------------- | ------- | ---------- |
| 1         | Elise Laverick, Anna Bebington          | Storbritannien | 6:54,92 | FA         |
| 2         | Annekatrin Thiele, Christiane Huth      | Tyskland       | 6:55,96 | FA         |
| 3         | Ionelia Neacsu, Roxana Gabriela Cogianu | Rumänien       | 7:01,69 | FB         |
| 4         | Laura Schiavone, Elisabetta Sancassani  | Italien        | 7:08,00 | FB         |

#### Återkval 2
| Placering | Roddare                             | Land       | Tid     | Noteringar |
| --------- | ----------------------------------- | ---------- | ------- | ---------- |
| 1         | Megan Kalmoe, Ellen Tomek           | USA        | 6:58,84 | FA         |
| 2         | Jitka Antošová, Gabriela Vařeková   | Tjeckien   | 7:00,75 | FA         |
| 3         | Catriona Sens, Sonia Mills          | Australien | 7:04,30 | FB         |
| 4         | Kateryna Tarasenko, Jana Dementieva | Ukraina    | 7:06,77 | FB         |

### Final B
| Placering | Roddare                                 | Land       | Tid     | Noteringar |
| --------- | --------------------------------------- | ---------- | ------- | ---------- |
| 1         | Kateryna Tarasenko, Jana Dementieva     | Ukraina    | 7:17,82 |            |
| 2         | Catriona Sens, Sonia Mills              | Australien | 7:19,73 |            |
| 3         | Ionelia Neacsu, Roxana Gabriela Cogianu | Rumänien   | 7:20,99 |            |
| 4         | Laura Schiavone, Elisabetta Sancassani  | Italien    | 7:29,22 |            |

### Final A
| Placering | Roddare                                          | Land           | Tid     | Noteringar |
| --------- | ------------------------------------------------ | -------------- | ------- | ---------- |
|           | Georgina Evers-Swindell, Caroline Evers-Swindell | Nya Zeeland    | 7:07,32 |            |
|           | Annekatrin Thiele, Christiane Huth               | Tyskland       | 7:07,33 |            |
|           | Elise Laverick, Anna Bebington                   | Storbritannien | 7:07,55 |            |
| 4         | Li Qin, Tian Liang                               | Kina           | 7:15,85 |            |
| 5         | Megan Kalmoe, Ellen Tomek                        | USA            | 7:17,53 |            |
| 6         | Miroslava Knapková, Gabriela Vařeková            | Tjeckien       | 7:25,09 |            |